# أرتور برغر
أرتور برغر هو صيدلي نمساوي، ولد في 6 يونيو 1943، وتوفي في 20 نوفمبر 2000.